# Vena (álbum)
Vena es el cuarto álbum de estudio de la banda japonesa de post-hardcore Coldrain, fue lanzado el 21 de octubre de 2015 por VAP en Japón y el 23 de octubre respectivamente en Europa y Norteamérica por Hopeless Records.
Como su antecesor The Revelation. Vena mantiene elementos de metal alternativo que se establecieron en The Revelation, mientras continúa refinando aún más su sonido y, a menudo, se balancea hacia un estilo que se conoce como metalcore en varias canciones como "Wrong", "Words of the Youth", "Fire in the Sky" y "Runaway", que terminarían presentando a Jacoby Shaddix de la banda de rock nominada al Grammy Papa Roach en el disco que dura poco más de 38 minutos.

## Antecedentes
Durante un buen rato en plataformas de redes sociales como Twitter y Facebook. Se publicarían tuits crípticos, como algo aleatorio sobre "La calma antes de la tormenta", antes de ser seguidos por "grandes cosas se avecinan". Esto llevaría a la especulación sobre un nuevo álbum de estudio, además de que la banda luego compartiría un logotipo de aspecto extraño que en algún momento terminaría siendo el tatuaje en la portada del álbum.
"Words of the Youth" se lanzaría más tarde como sencillo promocional y descargable el 28 de agosto, junto con la noticia del título del álbum, la lista de canciones, la fecha de lanzamiento del álbum y una gira mundial. Sin embargo, adelantos posteriores también insinuarían un nuevo vídeo musical para la canción "Gone". Esto terminaría siendo lanzado el 16 de septiembre y sería aclamado por la crítica y obtendría una importante difusión radial en Octane, BBC Radio One y Kerrang Radio. La banda comenzaría a promocionar el álbum tocando el sencillo principal "Gone" en la gira con Bullet for My Valentine y While She Sleeps en una gira europea en septiembre y octubre de 2015.

## Composición
El álbum Vena ha sido descrito por la crítica como post-hardcore, metalcore, hard rock, rock alternativo, metal alternativo, y pop.

## Recepción
El álbum recibió críticas mixtas a positivas de varios críticos.
Luke Nuttall de The Sound Board calificó el álbum con un 7/10 y comentó: "En este, su cuarto álbum, el sonido que Coldrain ha elegido no se desvía mucho de lo que han probado en el pasado. Vena es en gran medida una colección. de hard rock completamente moderno, pulido pero no del todo exento de valor y con algún que otro florecimiento de metalcore que aparece en todas partes. Sin embargo, en gran medida, la atención se centra en el aspecto melódico de su sonido, un acierto teniendo en cuenta que eso es en lo que sin lugar a dudas son mejores. El concepto más original, una especie de punto medio entre Bullet for My Valentine y 30 Seconds to Mars, pero en términos de lo que apuntan, dan en el blanco correcto. Películas como "Divine" y "The Story" tienen suficientes bravuconadas tormentosas. en sus estribillos para mostrar exactamente por qué esta banda es tan importante en su país de origen, mientras "Runaway" galopa junto con hábiles riffs antes de que el líder de Papa Roach Jacoby Shaddix, llegue para robarse el show con otra espectacular aparición como invitado para agregar a su siempre lista creciente."
Ali Cooper de Ya Heard calificó el álbum con 3/5 y declaró: "Más allá de la brevedad sin incidentes de la caótica canción principal de apertura, el vocalista Masato Hayakawa vierte cada gramo de angustia detrás de limpiezas melódicas y gritos de sufrimiento a lo largo de 'Wrong', solo el comienzo de un ingenioso produjo un disco que representa el daño de un corazón roto y una mente rota. Los planos instrumentales establecidos por sus vecinos de Hopeless Records, The Used, irrumpen en el 'Divine' cargado de distorsión, mientras que el atrevido y dominante 'Pretty Little Liar' se mantiene erguido a pesar de dibujar más de un parecido pasajero con 'Pretty Handsome Awkward' del mencionado anteriormente."

## Lista de canciones
Todas las letras escritas por Masato Hayakawa, toda la música compuesta por Masato Hayakawa, Ryo Yokochi y Brandon Paddock, excepto cuando se indique lo contrario.

| N.º | Título                                       | Duración |  |
| 1.  | «Vena»                                       | 0:58     |  |
| 2.  | «Wrong»                                      | 3:32     |  |
| 3.  | «Divine»                                     | 3:36     |  |
| 4.  | «Gone»                                       | 4:12     |  |
| 5.  | «Words of the Youth»                         | 3:31     |  |
| 6.  | «The Story»                                  | 4:09     |  |
| 7.  | «Whole»                                      | 3:45     |  |
| 8.  | «Runaway» (con Jacoby Shaddix de Papa Roach) | 3:46     |  |
| 9.  | «Pretty Little Liar»                         | 3:46     |  |
| 10. | «Heart of the Young»                         | 3:48     |  |
| 11. | «Fire in the Sky»                            | 3:24     |  |

| Edición de lujo (Vena: Chapter 2) |                        |          |  |
| N.º                               | Título                 | Duración |  |
| 12.                               | «Born to Bleed»        | 3:52     |  |
| 13.                               | «Undertow»             | 3:29     |  |
| 14.                               | «Gone» (acústico)      | 4:34     |  |
| 15.                               | «The Story» (acústico) | 4:11     |  |

## Personal
Coldrain
- Masato Hayakawa – Voz principal, letras
- Ryo Yokochi - guitarra principal, composición
- Kazuya Sugiyama – Guitarra rítmica
- Ryo Shimizu - Bajo
- Katsuma Minatani - batería

Músicos adicionales
- Jacoby Shaddix: voz (pista 8).